# Sonerila erecta
Sonerila erecta är en tvåhjärtbladig växtart som beskrevs av William Jack. Sonerila erecta ingår i släktet Sonerila och familjen Melastomataceae. Inga underarter finns listade i Catalogue of Life.